# Agrypon annulare
Agrypon annulare är en stekelart som beskrevs av Dasch 1984. Agrypon annulare ingår i släktet Agrypon och familjen brokparasitsteklar. Inga underarter finns listade i Catalogue of Life.